# Ömer Toprak
Ömer Toprak, (Ravensburg, 21 de julho de 1989) é um futebolista alemão de origem turca que atua como zagueiro. Defende atualmente o Werder Bremen.

## Carreira
Toprak começou a carreira no SC Freiburg. Em maio de 2011 foi contratado pelo Bayer Leverkusen.[carece de fontes?] Ali permaneceu por seis temporadas, quando o Borussia Dortmund o contratou por quatro temporadas em fevereiro de 2017.
Em 11 de agosto de 2019 foi transferido ao Werder Bremen por empréstimo de um ano com opção de compra.

## Seleção Turca
Apesar de ter atuado na Seleção Alemã Sub-19, Toprak optou por defender a Seleção Turca principal. Estreou por ela em 15 de novembro de 2011 contra a Croácia em partida válida pelas Qualificações para a Eurocopa 2012.

## Títulos
SC Freiburg
- 2. Bundesliga: 2008–09

Borussia Dortmund
- Supercopa da Alemanha: 2019